# 1142 Етолія
1142 Етолія (1930 BC, 1931 LC, 1937 LN, 1937 LU, 1942 GF, 1942 GS, 1943 PF, 1948 JS, 1948 KG, 1954 KJ, 1954 MU, 1958 BB, A902 GB, A907 CB, A908 GB, 1142 Aetolia) — астероїд головного поясу, відкритий 24 січня 1930 року.
Тіссеранів параметр щодо Юпітера — 3,193.